# Prawo stosunków wielokrotnych
Prawo stosunków wielokrotnych – prawo chemiczne, sformułowane przez J. Daltona w 1804 r.:
Jeżeli dwa pierwiastki A i B tworzą ze sobą więcej niż jeden związek, to masy pierwiastka A przypadające na taką samą masę pierwiastka B mają się do siebie jak niewielkie liczby całkowite.
Np. siarka tworzy z tlenem tlenek siarki(IV) (SO2) i tlenek siarki (VI) (SO3): w pierwszym na 32 g siarki przypada 32 g tlenu, a drugim na 32 g siarki przypada 48 g tlenu – stosunek mas tlenu łączącego się z 32 g siarki jest równy 32 : 48 = 2 : 3.